# Aerofrenada

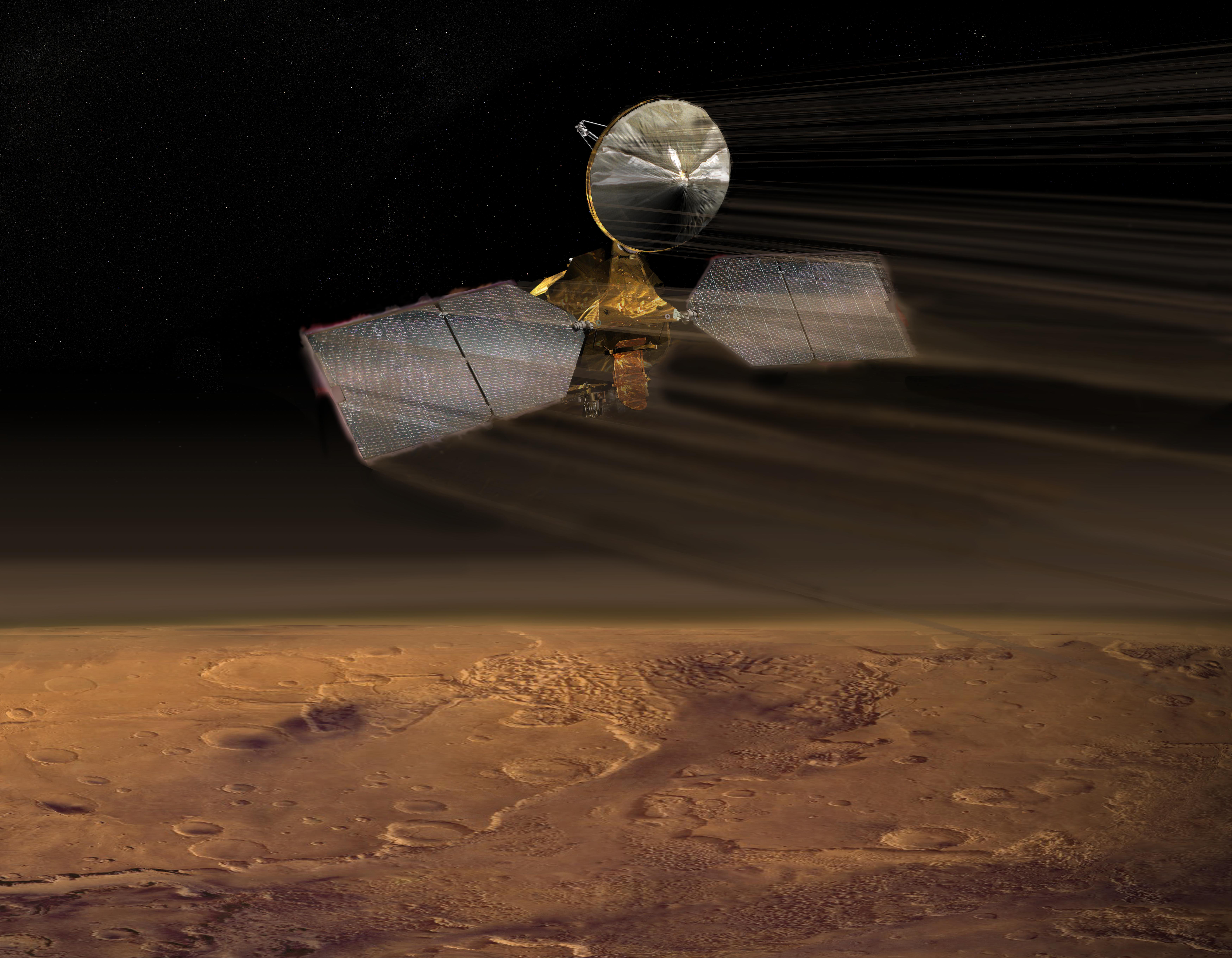
Representació artística de l'aerofrenada del Mars Reconnaissance Orbiter.

L'aerofrenada (no confondre amb aerocaptura) és una tècnica que s'utilitza en astronàutica per canviar la mida i la forma de l'òrbita d'una nau en òrbita utilitzant l'atmosfera del planeta al qual orbita. La nau usa la fricció amb l'atmosfera del planeta per frenar-se a cada òrbita, la qual cosa redueix progressivament la mida de l'òrbita per adequar-la als objectius de la missió. Com en la Terra, les capes altes de l'atmosfera d'un planeta canvien dia a dia i de lloc a lloc, amb variacions difícils de predir, de manera que aquesta maniobra és arriscada per l'orbitador i difícil per als operadors. Amb aquesta tècnica s'estalvia molt pes en el propel·lent que seria necessari si es volgués inserir la nau directament en l'òrbita final.

## Mètode
Quan la sonda espacial arriba a la seva destinació final, habitualment acaba en una òrbita allargada, producte de la inserció orbital. Normalment l'òrbita s'ha de disminuir i circularitzar-se per complir amb els objectius de la missió. Utilitzant l'aerofrenada la nau fa vols rasants per l'atmosfera superior del planeta, el que la frena i fa que l'apoastre disminueixi, circularitzant l'òrbita una mica en cada passada. La maniobra sol requerir grans quantitats de temps fins a arribar a l'òrbita final. A Mart, per exemple, aquesta operació pren prop de 6 mesos i centenars de passades per l'atmosfera del planeta. Aquest mètode genera molta energia cinètica la qual al seu torn es tradueix en calor, que la nau ha de dissipar.

## Missions espacials
La primera vegada que es va utilitzar aquesta tècnica va ser a la missió a Venus de la sonda Magellan, i es va utilitzar en part per determinar la composició de l'atmosfera superior i en part per provar l'eficàcia de la nova tècnica.
La tècnica va ser utilitzada a Mart per primera vegada per la Mars Global Surveyor i posteriorment per la Mars Reconnaissance Orbiter.

## Aerofrenada en la ficció
A la novel·la de ciència-ficció Space Cadet (1948) de Robert A. Heinlein, l'aerofrenada s'utilitza per estalviar combustible mentre alenteix la nau espacial Aes Triplex en una missió estesa i no planificada a la superfície del planeta Venus, durant un trànsit des del Cinturó d'asteroides a la Terra.
A la pel·lícula 2010: The Year We Make Contact, la Leonov s'utilitza d'aerofrenada en l'atmosfera de Júpiter, per trobar-se amb la Discovery.
En el quart episodi de Stargate Universe, la nau Destiny dels Antics pateix una pèrdua gairebé completa de potència i ha d'utilitzar l'aerofrenada per canviar de rumb. L'episodi acaba amb una deixada en suspens (cliffhanger), on la nau es va dirigir directament cap a una estrella.